# 富兴堡街道
富兴堡街道是中国福建省三明市三元区下辖的一个街道。2020年6月，撤销城东乡，原城东乡的城南、村头村并入富兴堡街道。

## 行政区划
富兴堡街道共辖5个社区和2个行政村，分别是：
富兴社区、新南社区、富文社区、永兴社区、东霞社区、城南村和村头村。